# Annick de Souzenelle
Annick de Souzenelle, nom de plume d'Annick du Réau de La Gaignonnière, née Meaulle le 4 novembre 1922 à Rennes et morte le 11 août 2024 à Chalonnes-sur-Loire, est une écrivaine française d'ouvrages de spiritualité.

## Biographie
Après des études de mathématiques, Annick de Souzenelle a longtemps été infirmière anesthésiste, puis psychothérapeute. D'abord catholique, elle se convertit en 1958 à la confession orthodoxe sous l'influence d'Eugraph Kovalevsky, et étudie la théologie ainsi que l'hébreu. Elle poursuit au fil des décennies qui suivent un cheminement spirituel d'essence judéo-chrétienne, ouvert aux autres traditions.
Elle est l'auteur de nombreux ouvrages de spiritualité. Sa recherche s'inspire de la spiritualité cabaliste, de la psychologie jungienne et de la philologie hébraïque.
Elle se spécialise dans l'étude de la tradition hébraïque et de la Bible, dont elle fait une lecture particulière,. Elle estime qu'il existe dans la civilisation judéo-chrétienne un culte de la souffrance et du sacrifice, et préconise l'abandon de l'opposition morale entre bien et mal au profit d'une perception de « l’inaccompli » et « l’accompli » et d'un cheminement vers l'accomplissement. Elle définit des « lois ontologiques » et estime notamment que la crise écologique est intimement liée à la transgression de ces lois, et qu'il sera donc impossible de stopper la dégradation de l'environnement sans renouer avec un travail spirituel.
Elle crée en 2016 l'association Arigah pour assurer la transmission de son travail, rassembler ceux qui cheminent avec son enseignement et assurer l'animation de l'Institut d'Anthropologie Spirituelle.
Elle meurt le 11 août 2024 à Chalonnes-sur-Loire à l'âge de 101 ans et est inhumée à Rochefort-sur-Loire.

## Œuvres
- De l'arbre de vie au schéma corporel, le symbolisme du corps humain, éditions Dangles, coll. « Horizons ésotériques », 1977.
- L'Égypte intérieure ou les dix plaies de l'âme, Albin Michel, collection « Espaces Libres », 1991.
- Le Symbolisme du corps humain, Albin Michel, collection « Espaces Libres », 1991.
- La lettre, chemin de vie : Le symbolisme des lettres hébraïques, Albin Michel, coll. « Spiritualités vivantes », Paris, 1993, 340 p.  (ISBN 2-226-06512-1)
- La Parole au cœur du corps, entretiens avec Jean Mouttapa, Albin Michel, 1993 et coll. « Espaces Libres », 1997
- Job sur le chemin de la lumière, Albin Michel, 1994, 1999  (ISBN 2-226-07022-2), 202 pages
- Le Féminin de l’être. Pour en finir avec la côte d'Adam, Albin Michel, 2000
- Œdipe intérieur, Albin Michel, 1998, 2008
- Le matin du septième jour, l'intégrale des entretiens Noms de Dieux d'Edmond Blattchen (Alice, 2002)  (ISBN 978-2930182186)
- Manifeste pour une mutation intérieure, Éditions du Relié, 2003
- L'arc et la flèche, Albin Michel, 2003
- L'alliance oubliée, Albin Michel, 2005
- Résonances bibliques, Albin Michel, coll. Spiritualités vivantes, 2006  (ISBN 978-2226172877)
- Alliance de feu (2 tomes), Albin Michel, 2007
- Le Baiser de Dieu, Albin Michel, 2008
- Jonas. Nous sommes coupés en deux, Éditions du Relié, 2008
- Cheminer avec l'ange, Éditions du Relié, 2010
- L'initiation (avec Pierre-Yves Albrecht), Éditions du Relié, 2012[11]
- Va vers toi, Albin Michel, 2013.
- Le Seigneur et le Satan. Au-delà du bien et du mal, Albin Michel, 2016  (ISBN 9782226320179)
- Le Livre des guérisons. Les Évangiles en eaux profondes, Albin Michel, 2017
- Le grand retournement - La généalogie d'Adam aujourd'hui, Le Relié, 2020
- Elle participe à l’ouvrage de Marc Welinski, Comment bien vivre la fin de ce monde, Éditions Guy Trédaniel, mars 2021.
- Deviens ton Seigneur intérieur !, Éditions L'Originel-Charles Antoni, novembre 2022  (ISBN 9782383570165).
- Méditation sur la Mort, Le Relié, 2023.

### Collectifs
- Un et nu, Albin Michel, 1991
- Écologie et spiritualité, Albin Michel, 2006